# Mattress
«Mattress» (рус. Матрац), также известен как «Once Upon a Mattress» (рус. Однажды на матраце) — двенадцатый эпизод первого сезона американского музыкального телесериала «Хор», показанный телеканалом Fox 2 декабря 2011 года . По сюжету эпизода хоровой клуб лишён странички в школьном ежегоднике, и никто из хористов, кроме Рейчел, не хочет фотографироваться для него. Чтобы поднять свой социальный статус, клуб решает сняться в рекламе матрацев, а тем временем Уилл узнаёт, что его жена Терри симулировала беременность. Актриса Джессалин Гилсиг высказала мнение, что эпизод «Mattress» может стать моментом, когда члены команды «анти-Терри» присоединятся к «команде Терри». В серии прозвучали кавер-версии четырёх песен, три из которых были выпущены в качестве синглов,, а также вошли в альбом Glee: The Music, Volume 2.

## Сюжет
Сью Сильвестр (Джейн Линч) убеждает директора школы Фиггинса (Айкбал Теба) не включать в школьный ежегодник фотографию хорового клуба, так как в предыдущие годы фотографии хористов регулярно подвергались вандализму со стороны других учеников. Руководитель хора Уилл Шустер (Мэтью Моррисон) покупает небольшое рекламное пространство на последней странице ежегодника, чтобы поместить там фото своих учеников, но уместить там можно фотографии двух человек. Опасаясь падения популярности, клуб выбирает Рейчел (Лиа Мишель) в качестве представления хора на фотографии. Она убеждает Финна (Кори Монтейт) составить ей пару, но после насмешек учеников Финн отказывается. Когда выясняется, что фотограф для ежегодника — режиссёр рекламы матрацев, Рейчел убеждает его пригласить хор, полагая, что это поднимет популярность хора в лице других учеников.
Уилл расстроен из-за того, что свадьба Эммы Пилсберри (Джейма Мейс) и школьного тренера Кена Танака (Патрик Галлахер) состоится в тот же день, что и отборочные соревнования. Дома Уилл узнаёт, что его жена Терри (Джессалин Гилсиг) в течение нескольких месяцев лгала ему о своей беременности. Он находит накладной живот, и Терри рассказывает ему ситуацию — она страдала от истерической беременности, но после того, как узнала об этом, решила солгать мужу и удочерить ребёнка Куинн Фабре (Дианна Агрон), чтобы удержать Уилла. Уилл уходит от жены и ночует в школе, где спит на одном из матрацев, отданных магазином хору в качестве гонорара за рекламу.
Сью сообщает, что участие в рекламе и получение оплаты лишает клуба любительского статуса, а потому не могут участвовать в отборочных. Куинн пытается убедить Сью разрешить ей фотографироваться на ежегодник вместе с остальными участниками команды поддержки, несмотря на то, что она покинула команду из-за беременности. Она просит пожертвовать для хорового клуба одной страницей из шести, отведённых для команды поддержки. Сью соглашается и предлагает Куинн вернуться в команду поддержки, но та говорит, что не хочет быть болельщицей. Уилл объявляет клубу, что он не имеет права сопровождать клуб на отборочные, так как был тем, кто принял оплату матрацами после участия в рекламе. Эпизод заканчивается общей фотографией хористов в ежегоднике, которая по традиции испорчена другими учениками школы.

## Реакция
Эпизод посмотрели 8,17 млн американских телезрителей, что стало самым высоким показателем для сериала на тот момент. В Канаде шоу также добралось до самой высокой на тот момент строчки в рейтинге телевизионных программ недели — девятой, с 1,8 млн просмотров. Отзывы критиков о серии оказались смешанными. Дэн Сандерсон из Entertainment Weekly писал, что эпизод на шаг впереди прошлой серии, «Hairography», а его концовка — одна из лучших показанных на тот момент в сериале. Бобби Хакинсон из Houston Chronicle назвал серию «очень хорошей», однако Марк Хейл, обозреватель New York Times, посчитал, что в этом эпизоде сериал «взял перерыв» перед серединой сезона. Лиза Прадью из Zap2it отметила, что с облегчением посмотрела сцену долгожданного разоблачения лже-беременности. Она также отметила, что небольшое количество песен в эпизоде разочаровывает , а Реймонд Фландерс из The Wall Street Journal в музыкальном плане отметил только композицию «Jump».